# Монтегют-Аррос
Монтегю́т-Арро́с (фр. Montégut-Arros) — коммуна во Франции, находится в регионе Юг — Пиренеи. Департамент — Жер. Входит в состав кантона Мьелан. Округ коммуны — Миранд.
Код INSEE коммуны — 32283.

## География
Коммуна расположена приблизительно в 630 км к югу от Парижа, в 105 км западнее Тулузы, в 45 км к юго-западу от Оша.
На западе коммуны протекает река Аррос.

## Климат
Климат умеренно-океанический. Лето жаркое и немного дождливое, температура часто превышает 35 °С. Зимой часто бывает отрицательная температура и ночные заморозки. Годовое количество осадков — 700—900 мм.

## Население
Население коммуны на 2010 год составляло 289 человек.
| 1962 | 1968 | 1975 | 1982 | 1990 | 1999 | 2010 |
| ---- | ---- | ---- | ---- | ---- | ---- | ---- |
| 333  | 340  | 335  | 350  | 328  | 286  | 289  |

## Администрация
| Период | Период | Фамилия         | Партия | Примечания |
| ------ | ------ | --------------- | ------ | ---------- |
| 2001   | 2008   | Кристиан Кашалу |        |            |
| 2008   | 2020   | Мишель Кус      |        |            |

## Экономика
В 2010 году среди 188 человек трудоспособного возраста (15-64 лет) 127 были экономически активными, 61 — неактивными (показатель активности — 67,6 %, в 1999 году было 68,6 %). Из 127 активных жителей работали 110 человек (60 мужчин и 50 женщин), безработных было 17 (8 мужчин и 9 женщин). Среди 61 неактивных 13 человек были учениками или студентами, 35 — пенсионерами, 13 были неактивными по другим причинам.

## Достопримечательности
- Церковь Успения Божьей Матери (XI век)

## Фотогалерея
- Монтегют-Аррос
- Церковь Успения Божьей Матери
- Церковь Успения Божьей Матери
- Интерьер церкви Успения Божьей Матери